# 中華聖母主教座堂
中華聖母主教座堂位于中華民國臺南市，是台湾天主教台南教区的主教座堂。它奉獻给中華聖母，由此教堂设计為一座富丽堂皇的中国式建筑。

## 历史
本大教堂由1961年擔任第一任台南教區主教的羅光主教購自前台南市長葉廷珪在開山路的舊宅並且改建之。它于1964年3月19日完工後由時任教廷駐華公使高理耀總主教祝聖並且命名。

## 建筑樣式
大教堂建成中国古代宫殿式建筑，类似于道教寺廟。

## 奉献精神
这座大教堂是为了纪念1900年义和团运动期间顯靈的中華聖母（聖母玛利亚在中国的幻影）。

## 彌撒時間
以下時間以當地時間（臺灣時間）為準
- 平日彌撒
  - 星期一至四、六　上午07:00(AM)
  - 星期五 下午07:30(PM)

- 主日彌撒
  - 星期日　上午08:00、10:00(AM)

## 圖輯

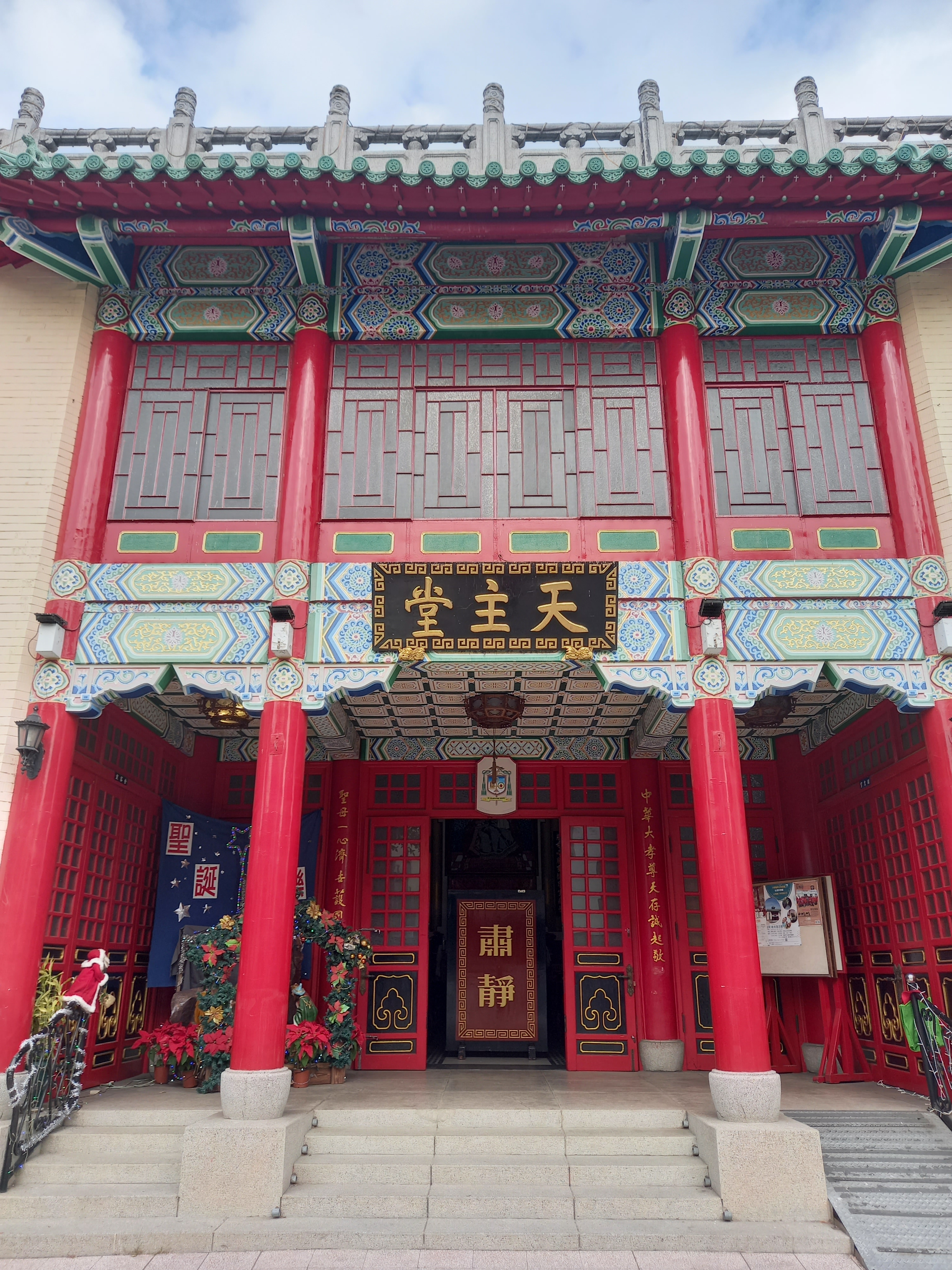
聖堂入口
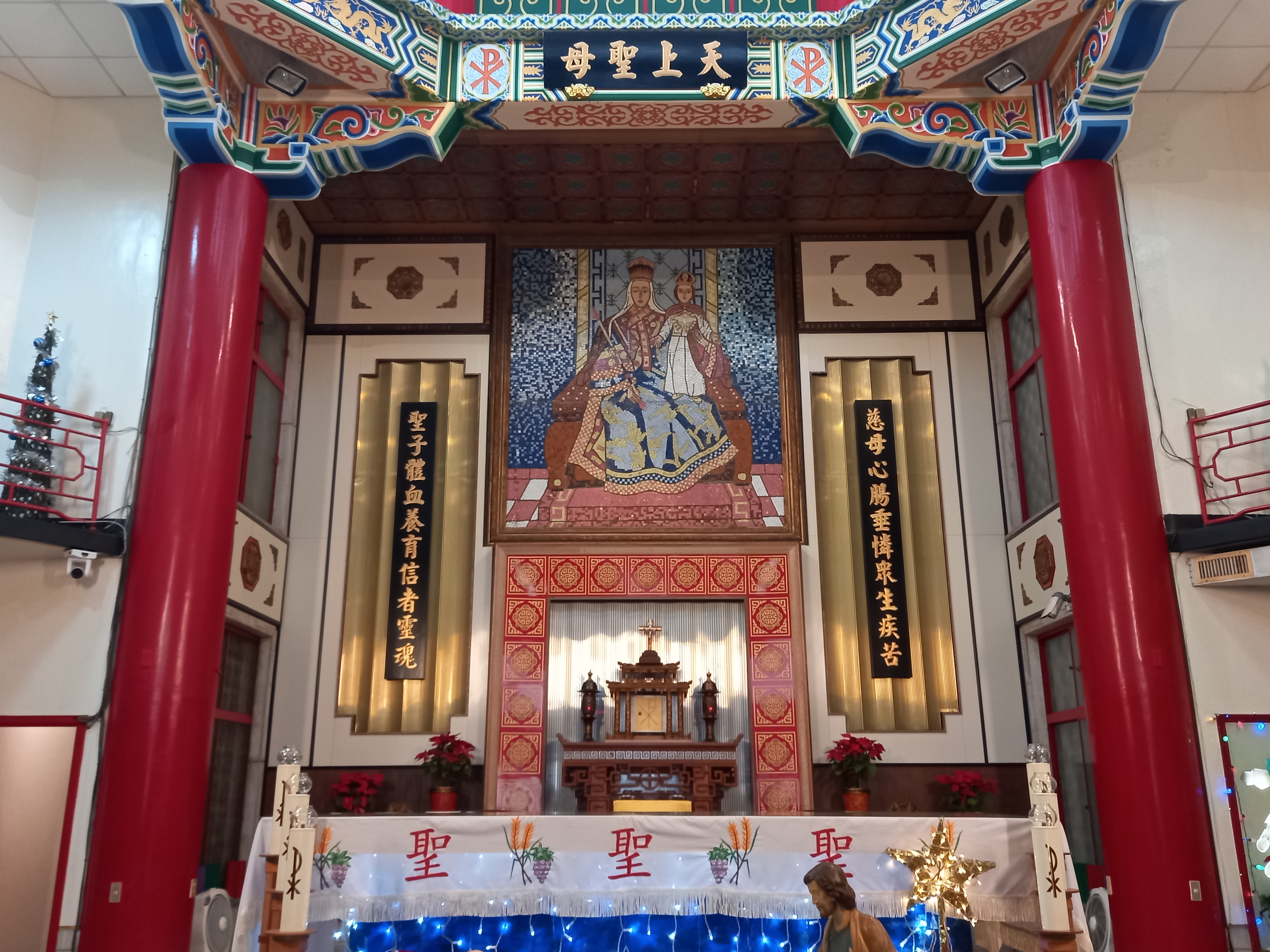
祭壇
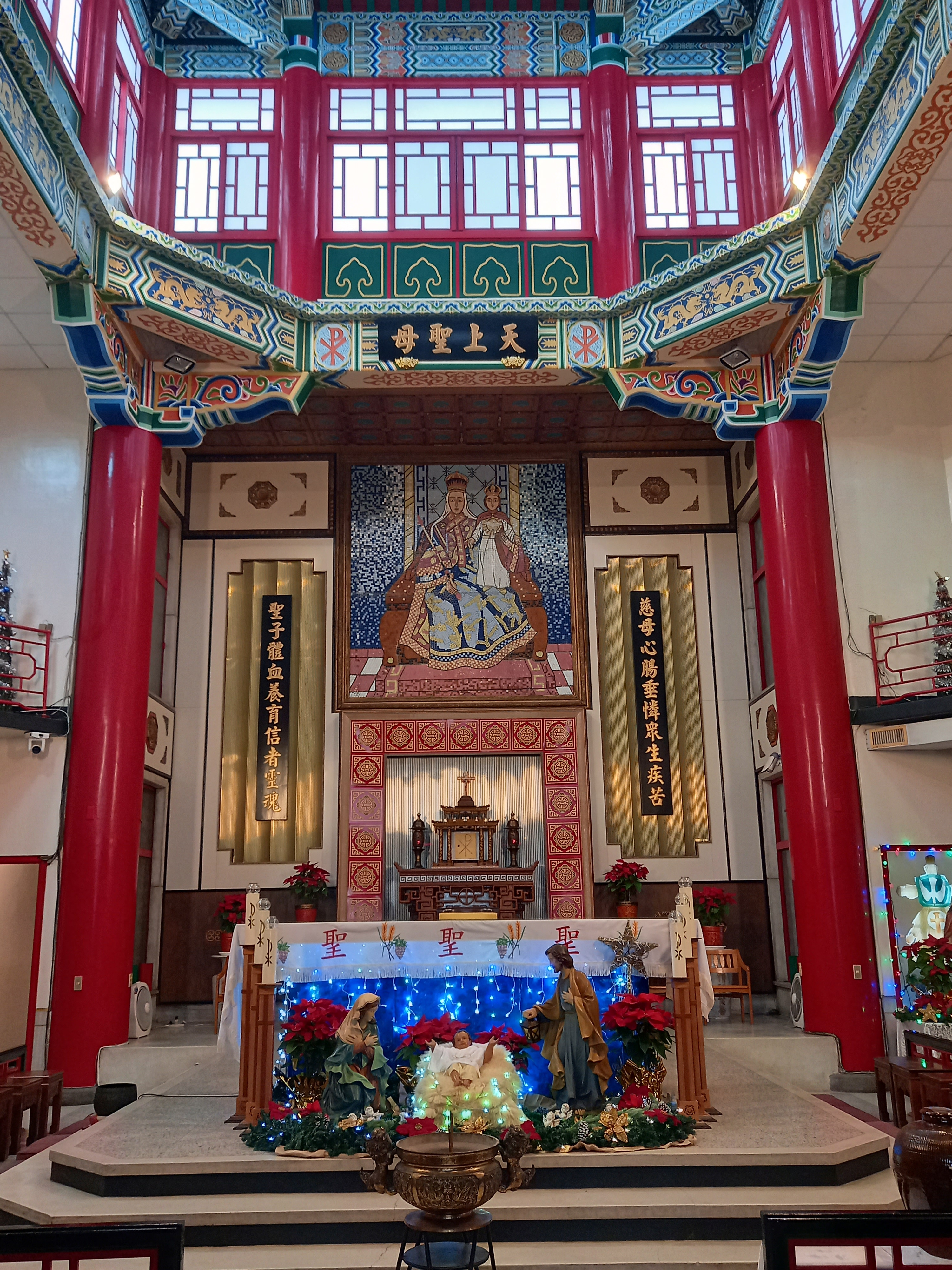
祭壇與香爐
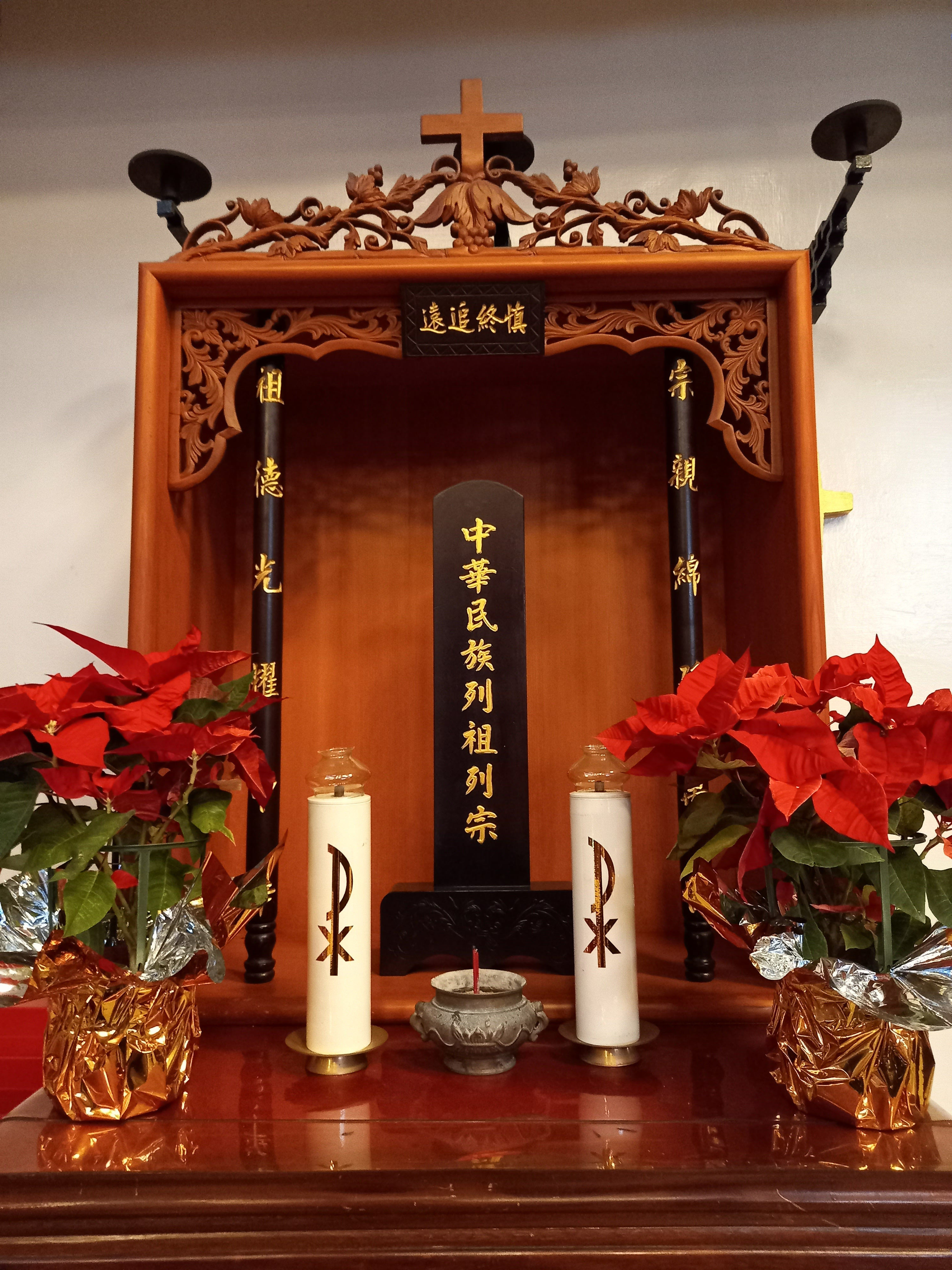
中華民族列祖列宗牌位
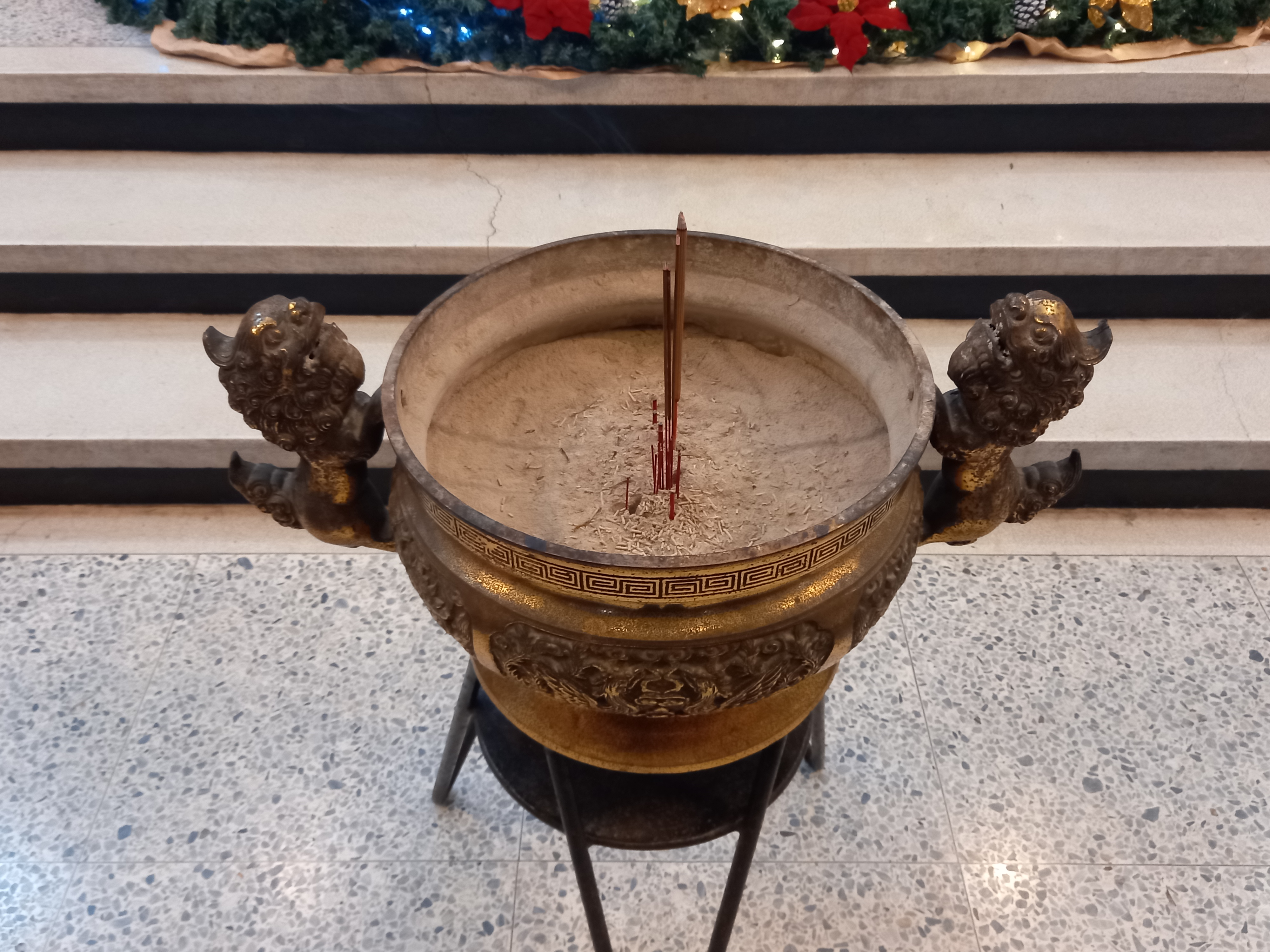
香爐
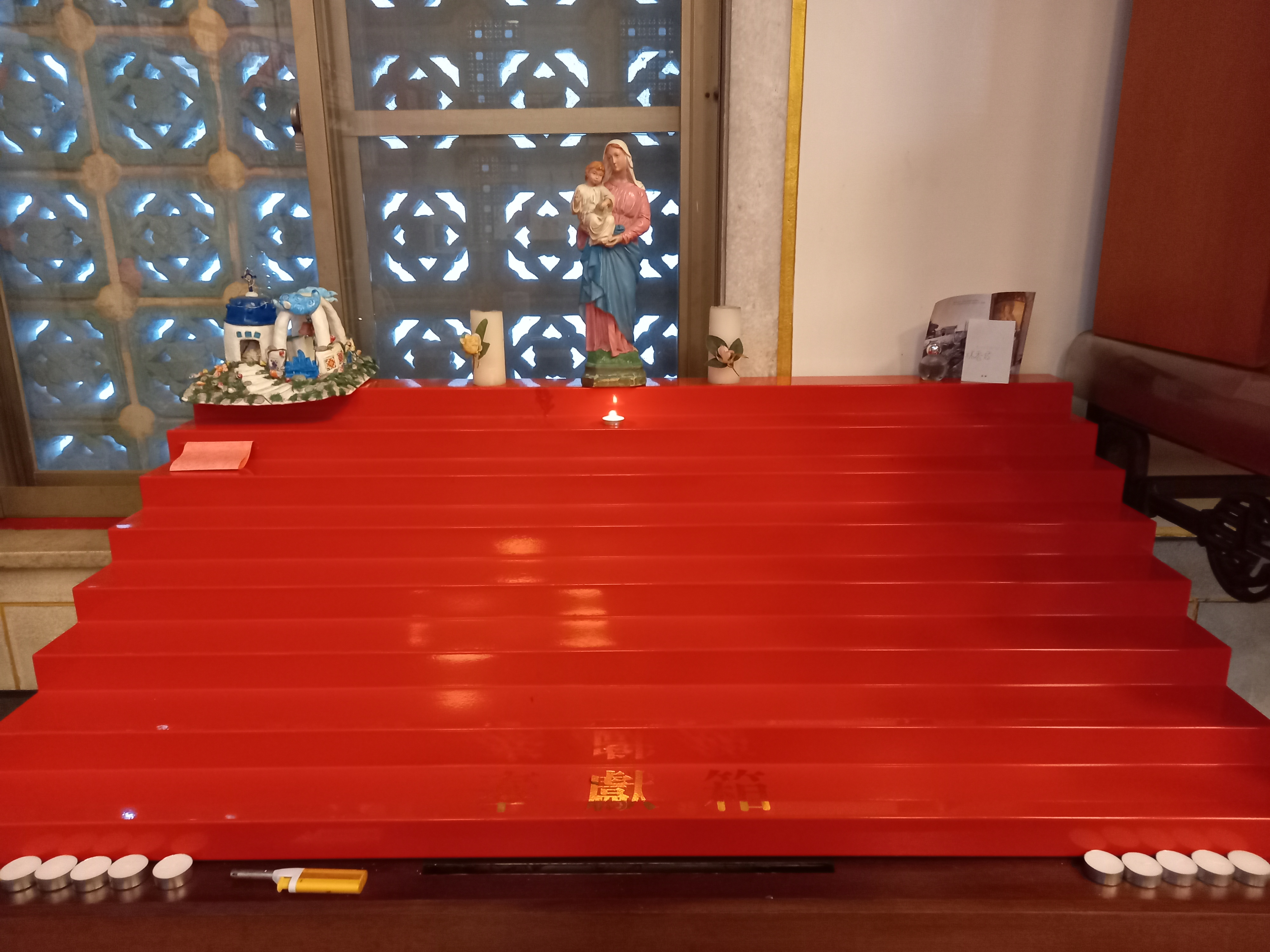
燭台
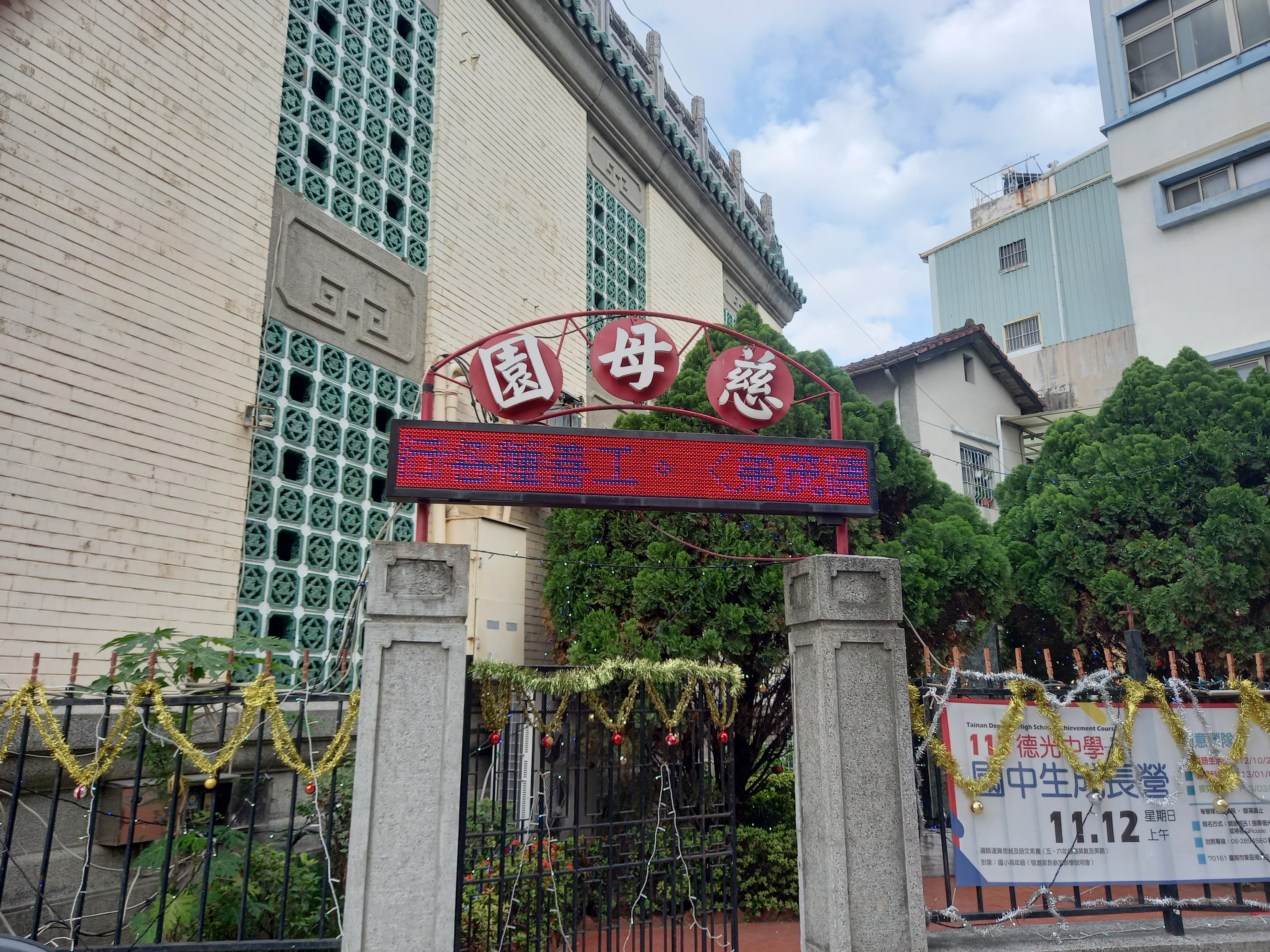
慈母園
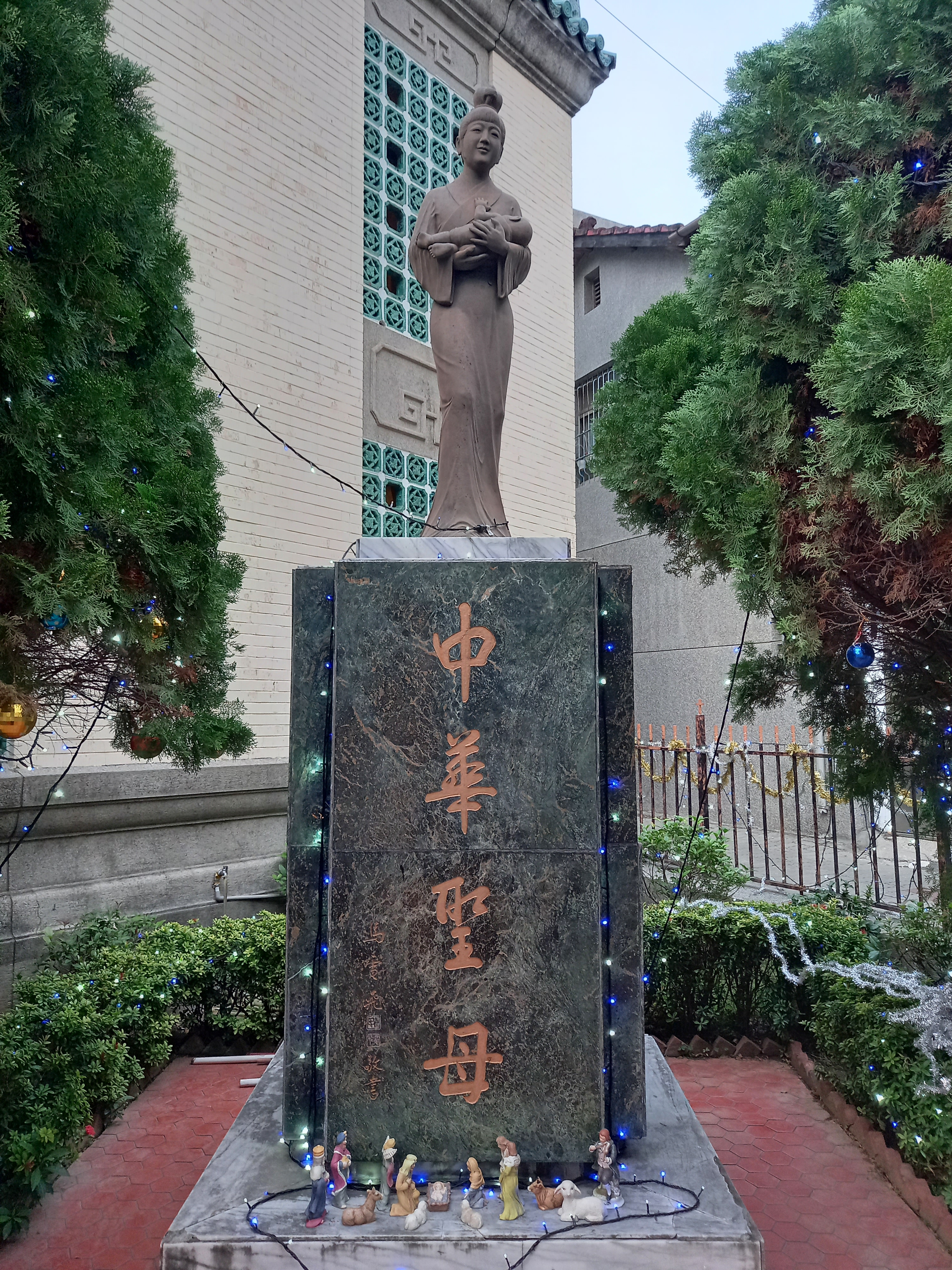
慈母園內的中華聖母像

## 鄰近建築
- 延平郡王祠
- 大埔福德祠
- 臨水夫人媽廟
- 國立台南大學
- 國立台南女中